# Liste des lochs d'Écosse
Ce qui suit est une liste des lochs d'Écosse. Cette liste est loin d'être exhaustive : seuls les plus connus sont répertoriés. Il a été estimé qu'il y a au moins 3 lochs dans les Hébrides extérieures seules. Loch est un mot gaélique écossais pour un lac ou d'un fjord (apparenté au Loch gaélique irlandais, qui est anglicisé comme Lough) qui a été emprunté par les Écossais et les Anglais écossais et donné à ces étendues d'eau, en particulier celles situées en Écosse. 
Le lac de Menteith est l'unique étendue d'eau douce naturelle appelé « lac » en Écosse. Il y a, cependant, un ou deux autres « lacs » artificiels, comme le lac des Hirsel. Il y a aussi de nombreux lochs appelée « Water », en particulier dans les îles du Nord, par exemple, Roer Water dans les îles Shetland et Heldale Water dans les îles Orcades. Ils ne doivent pas être confondus avec les cours d'eau ayant un nom similaire, en particulier dans le Sud de l'Écosse, comme, Whiteadder Water et Blackadder Water.

## Lochs d'eau douce

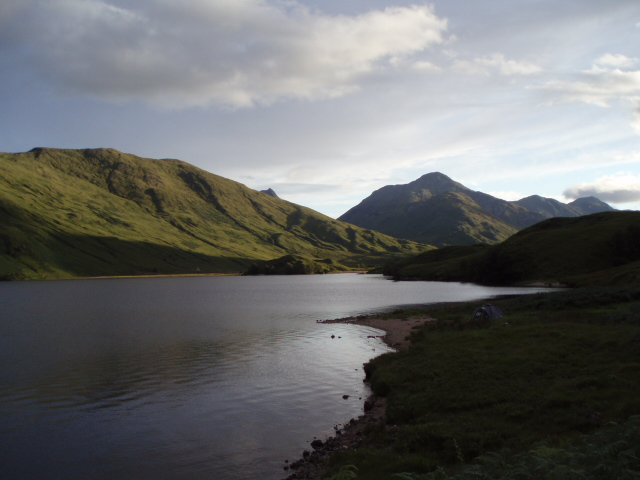
Loch Arkaig

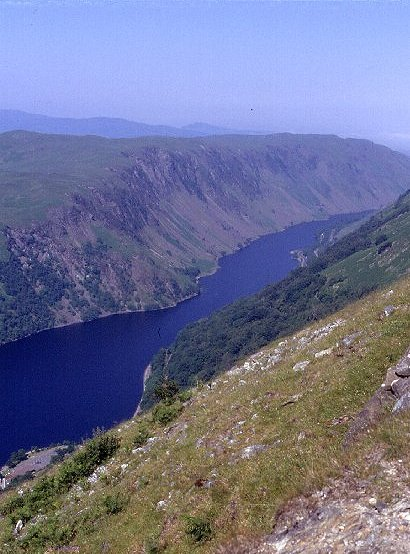
Loch Awe

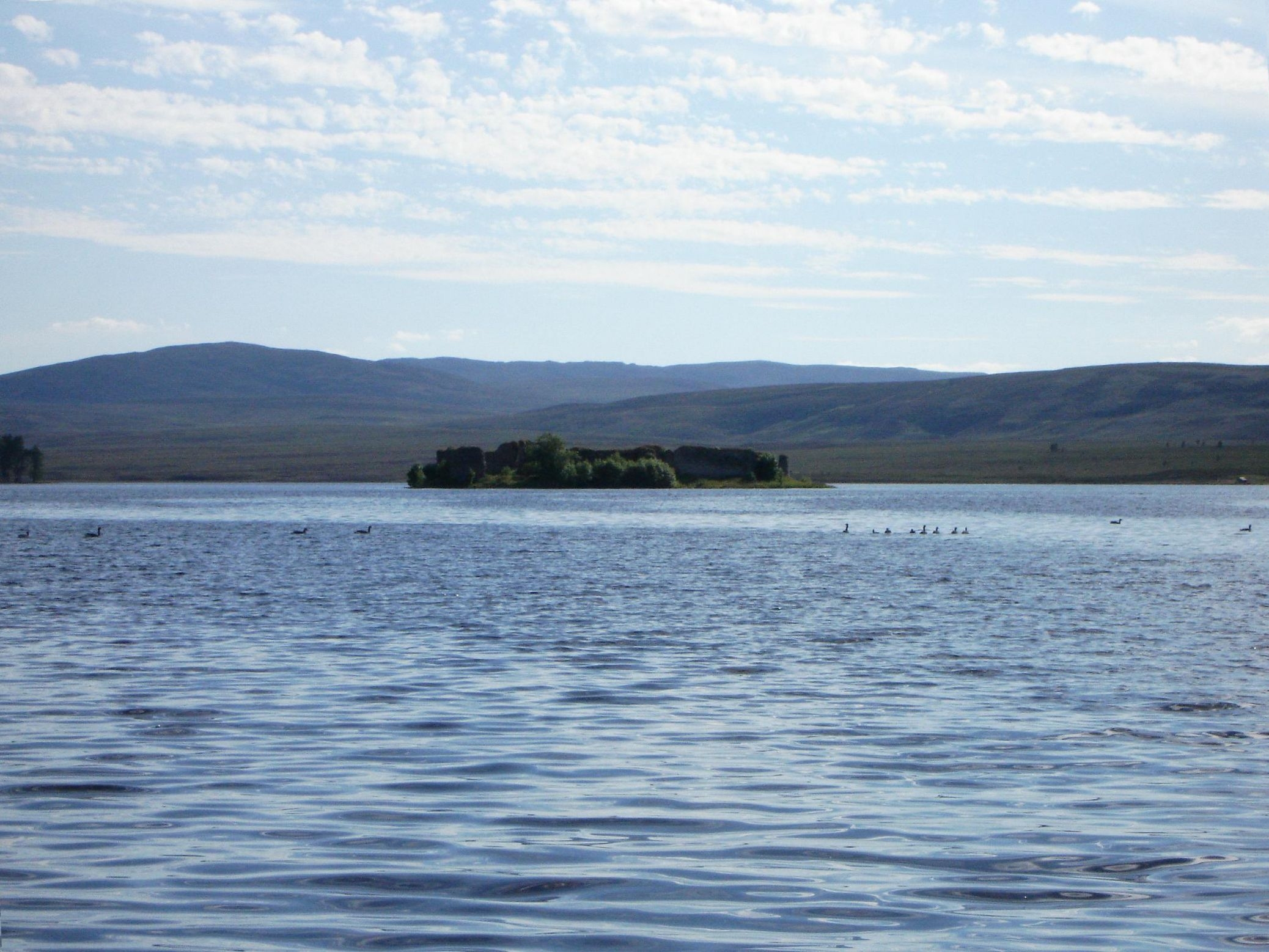
Lochindorb

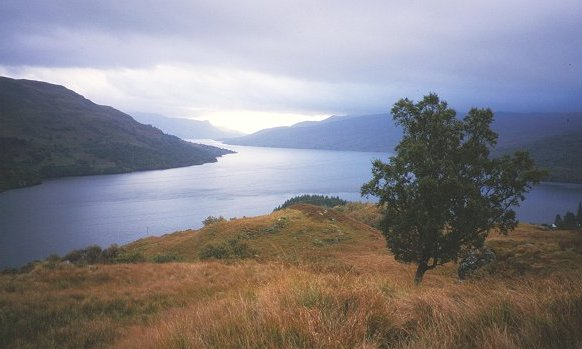
Loch Katrine

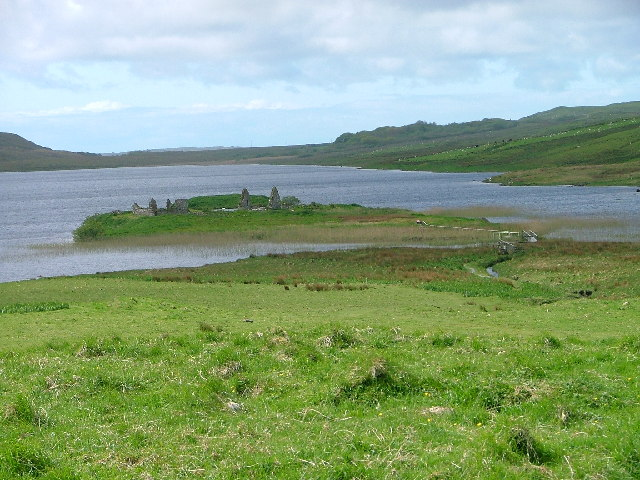
Loch Finlaggan, Islay

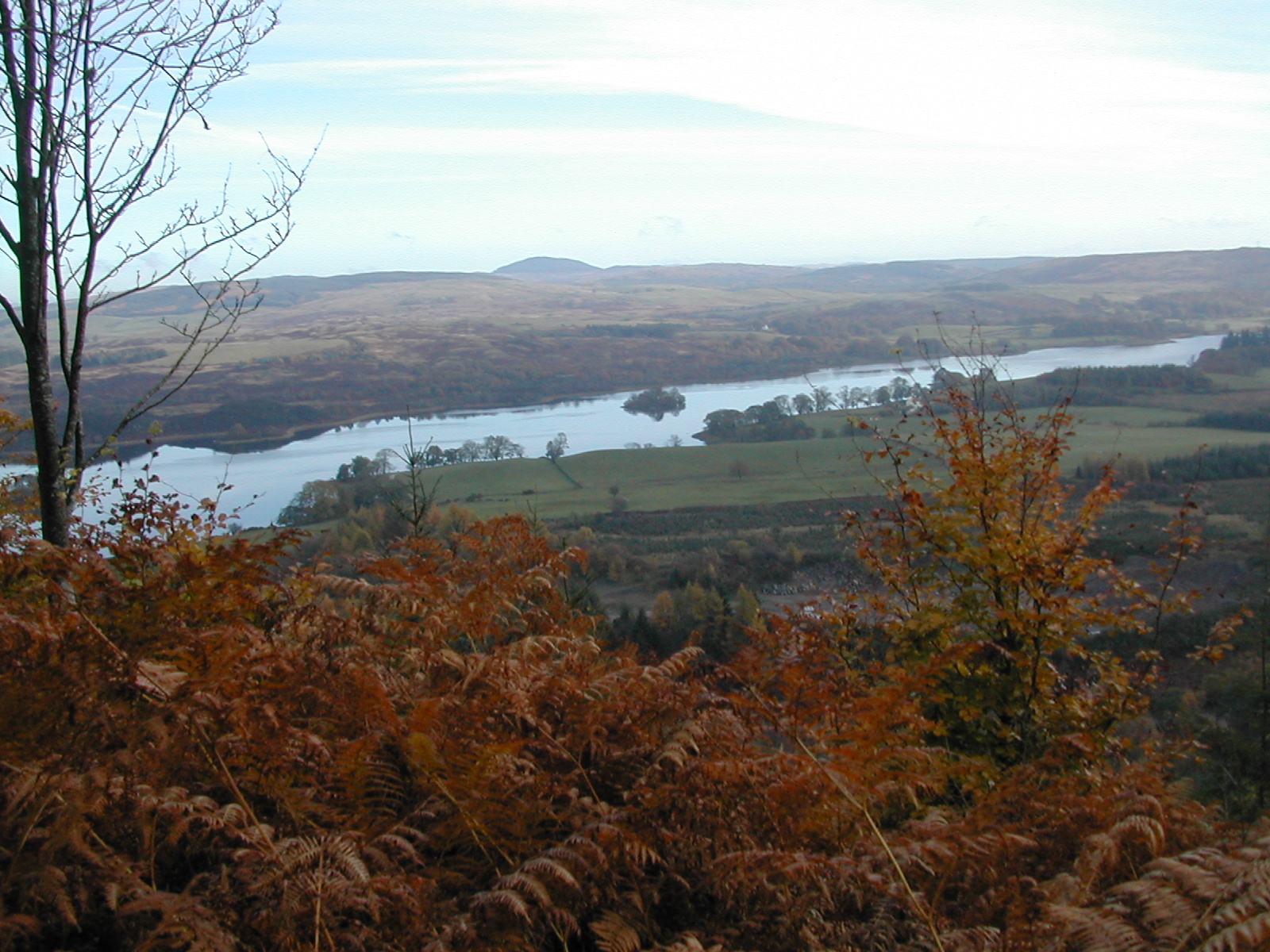
Loch Ken

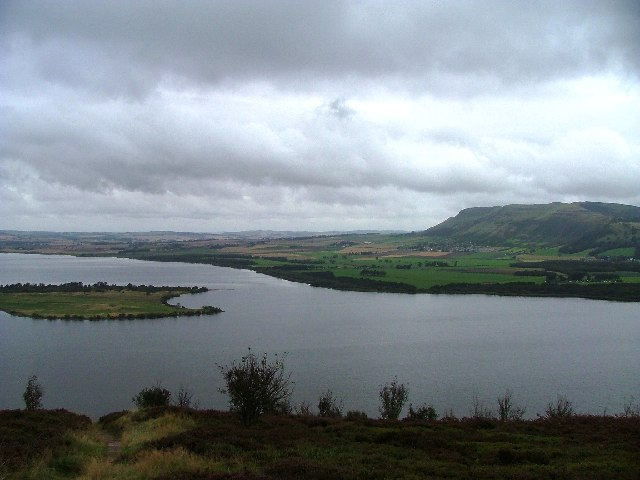
Loch Leven, Kinross

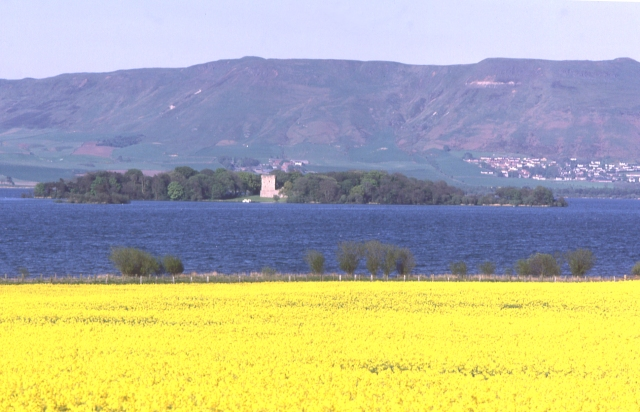
Loch Leven Castle island

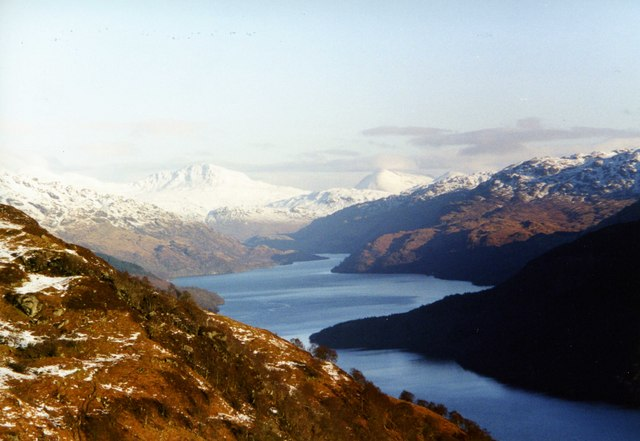
Loch Lomond

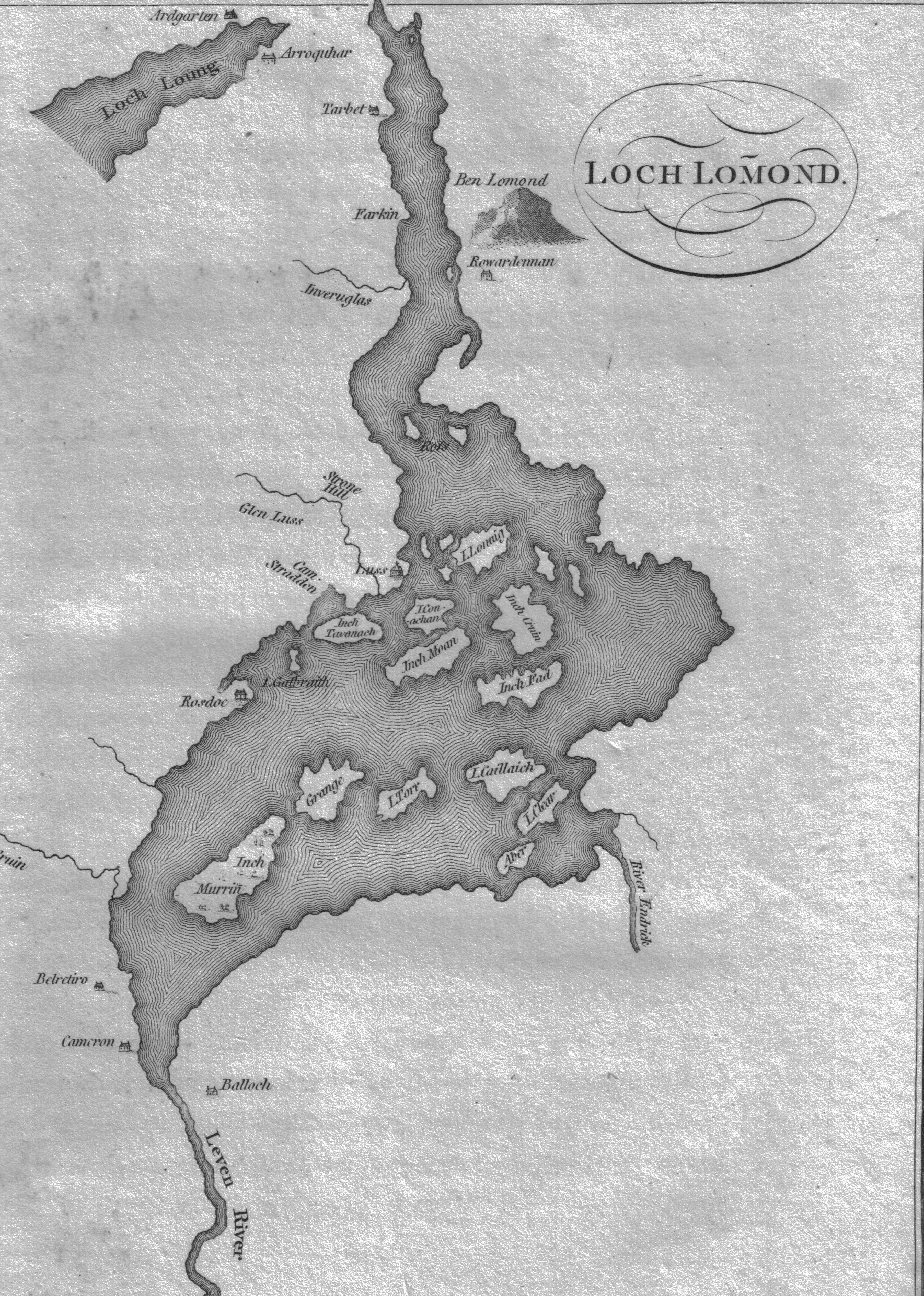
Une carte des années 1800 montrant les îles du Loch Lomond.

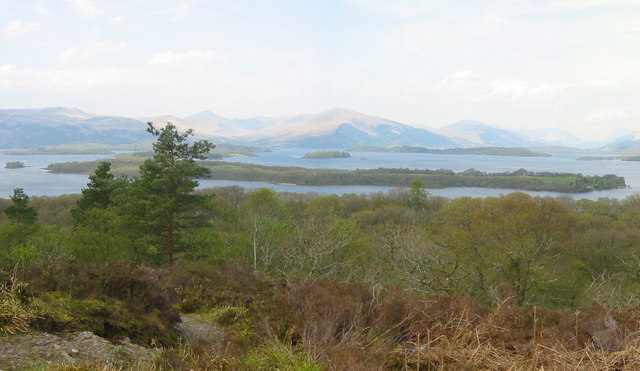
Inchfad in Loch Lomond

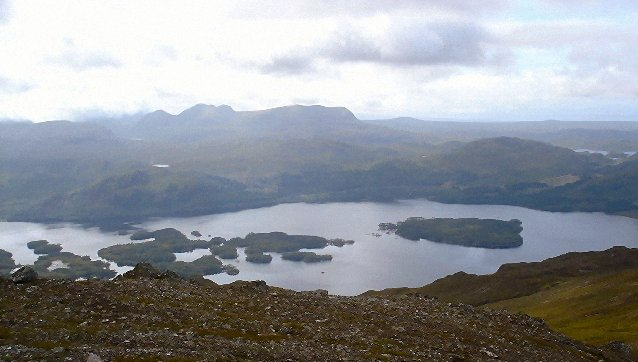
Loch Maree

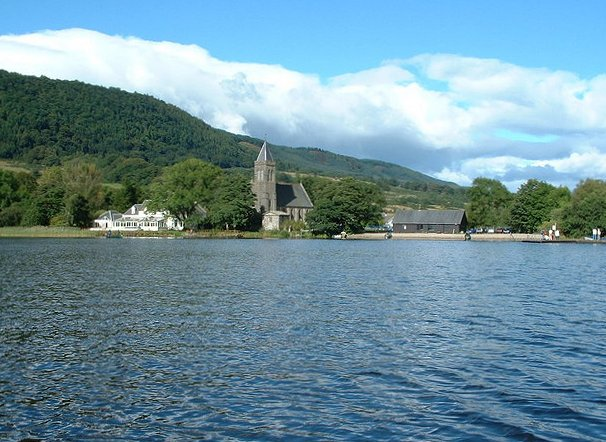
Lac de Menteith

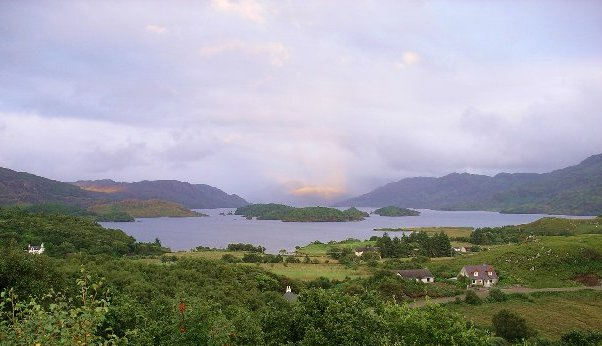
Loch Morar

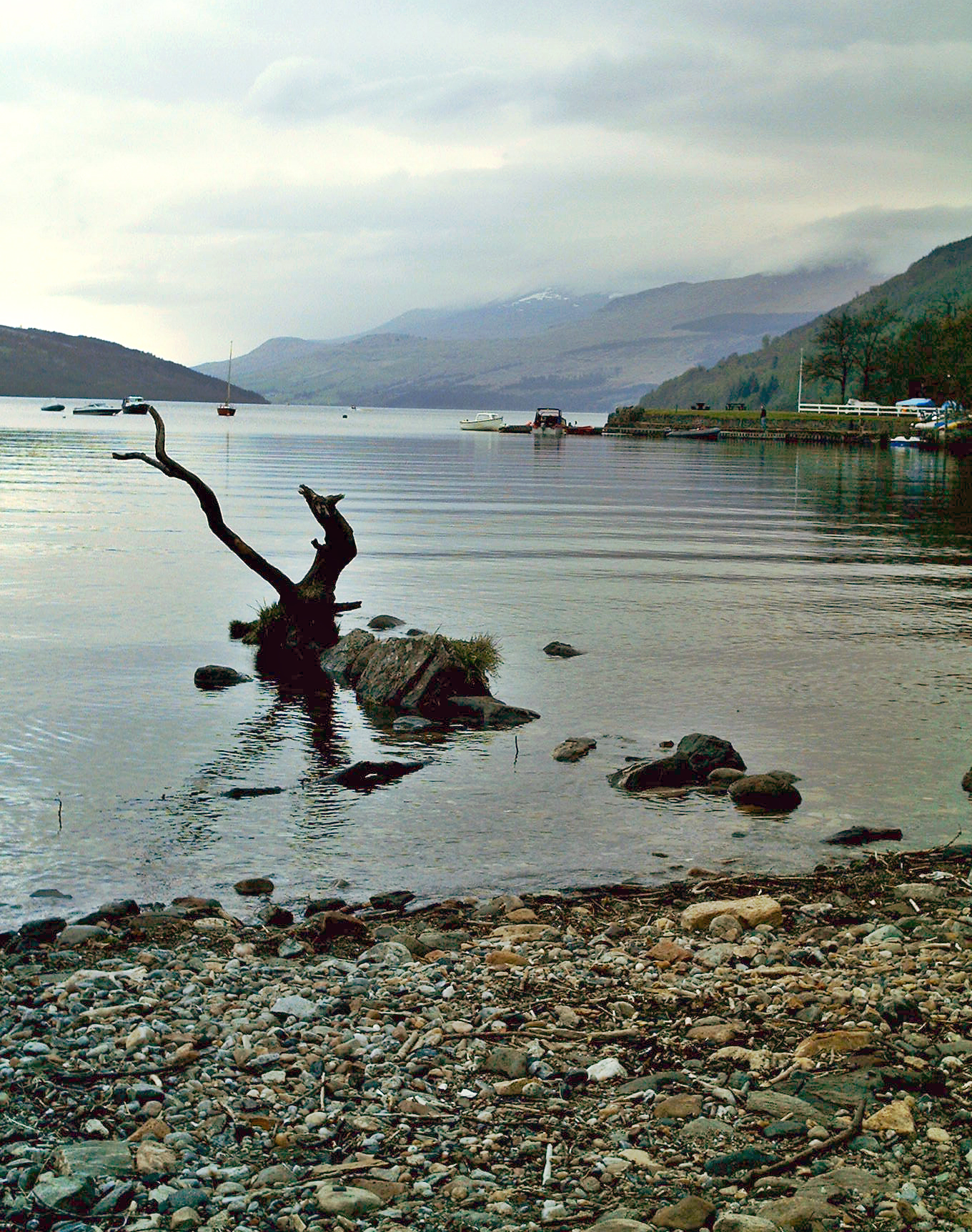
Loch Tay

### Plus grand et plus profond
Ce tableau comprend les treize plus grands lacs par volume, surface et la longueur comme indiqué par Murray et Pullar (1910),. Le volume d'eau dans le loch Ness est presque le double que celui de tous les lacs d'Angleterre et du pays de Galles réunis. Murray et Pullar notent également que la profondeur moyenne du loch Ness est de 57,4 % de la profondeur maximale - plus que dans toute autre loch profond, avec pour suivant le loch Avich avec 52,4 %. 
Les lochs Maree, Shiel et Ness sont enregistrés comme étant les lochs les plus étroits des lochs importants, par rapport à leur longueur.
| Loch         | Volume (km³) | Surface (km²) | Longueur (km) | Profondeur max. (m) | Profondeur moy. (m) |
| ------------ | ------------ | ------------- | ------------- | ------------------- | ------------------- |
| Loch Ness    | 7.45         | 56            | 39            | 230                 | 132                 |
| Loch Lomond  | 2.6          | 71            | 36            | 190                 | 37                  |
| Loch Morar   | 2.3          | 27            | 18.8          | 310                 | 87                  |
| Loch Tay     | 1.6          | 26.4          | 23            | 150                 | 60,6                |
| Loch Awe     | 1.2          | 39            | 41            | 94                  | 32                  |
| Loch Maree   | 1.09         | 28.6          | 20            | 114                 | 38                  |
| Loch Ericht  | 1.08         | 18.6          | 23            | 156                 | 57,6                |
| Loch Lochy   | 1.07         | 16            | 16            | 162                 | 70                  |
| Loch Rannoch | 0.97         | 19            | 15.7          | 134                 | 51                  |
| Loch Shiel   | 0.79         | 19.5          | 28            | 128                 | 40                  |
| Loch Katrine | 0.77         | 12.4          | 12.9          | 151                 | 43,4                |
| Loch Arkaig  | 0.75         | 16            | 19.3          | 109                 | 46,5                |
| Loch Shin    | 0.35         | 22.5          | 27.8          | 49                  | 15,5                |

### Lochs continentaux
- Loch of Aboyne
- Loch Achray
- Antermony Loch, East Dunbartonshire
- Loch Ard
- Loch Affric
- Loch Arkaig
- Loch Assynt dans le Sutherland, le château d'Ardvreck se trouve sur sa rive nord.
- Loch Awe, le troisième plus grand lac, et également le plus long.
- Bardowie Loch, East Dunbartonshire
- Loch Beannachcharain ou loch Beannachan, situé près de Inverchoran
- Loch Beinn a' Mheadhoin (loch Benevian)
- Birnie Loch, réserve naturelle, Fife
- Black Loch, Fife
- Carlingwark Loch, près de Castle Douglas
- Cash Loch, Fife
- Castle Semple Loch
- Loch Chon
- Clatteringshaws Loch, réservoir de Galloway
- Loch Cluanie
- Loch Dee
- Loch Derculich
- Loch Diabaig
- Loch Dochfour
- Loch Doon
- Douglaston Loch, East Dunbartonshire
- Loch Druidibeag
- Loch Drunkie
- Duddingston Loch
- Loch Dùghaill
- Dunalastair Water
- Loch Dungeon
- Dunsapie Loch, petit loch artificiel dans Holyrood Park, Édimbourg, construit en 1844
- Loch Duntelchaig
- Loch Earn
- Loch Eck
- Loch an Eilean, dans la forêt de Rothiemurchus
- Loch Eil
- Loch Eilt
- Loch Einich, en Cairngorms
- Loch Enoch, Galloway
- Loch Errochty, Perth et Kinross
- Loch Ericht
- Loch Ettrick, Dumfriesshire
- Loch Eye
- Fairy Lochs
- Loch Fannich
- Loch Faskally
- Loch Fitty, Fife
- Gaddon Loch, réserve naturelle, Fife
- Loch Garry
- Loch Garten, Speyside
- Lochgelly, Fife
- Loch Glow, Fife
- Loch Grannoch
- Loch Inchard, Sutherland
- Loch Insh
- Loch Katrine, une importante réserve d'eau
- Loch Ken
- Kilconquhar Loch, Fife
- Kinghorn Loch, Fife
- Lanark Loch
- Loch Leven, site du Loch Leven Castle
- Lindores Loch, Fife
- Linlithgow Loch, situé au nord de Linlithgow
- Lochend Loch, Coatbridge
- Lochmill Loch, Fife
- Loch Lochy
- Loch Lomond, le plus grand en surface
- Loch of the Lowes
- Loch of the Lowes, adjacent au St. Mary's Loch
- Loch Loyal
- Loch Lubnaig,
- Loch Lyon,
- Loch Maree, le 4e par la surface
- Loch Migdale
- Mire Loch, sur St Abb's Head, Scottish Borders
- Loch Morar, le 5e plus grand par la surface, et également le plus profond des lochs d'eau douce des îles Britanniques
- Moor Loch, Fife
- Loch Morlich
- Morton Lochs, Fife
- Loch Mullardoch
- Loch Neldricken, Galloway
- Loch Ness, le second plus grand par la surface et le premier par le volume
- Loch Oich
- Loch Ore, Fife
- Loch Ossian
- Loch Quoich
- Loch Rannoch
- Loch Ruthven
- St. Margaret's Loch, loch artificiel dans Holyrood Park, Édimbourg
- St. Mary's Loch
- Loch Scaven
- Loch Shiel
- Loch Shin, le 7e plus étendu
- Loch Sloy
- Loch Strathbeg
- Loch Tarsan, un loch dans Argyll, formé par la mise en eau d'une partie du Glen Lean à des fins hydroélectrique
- Loch Tay, le 6e par la surface
- Loch Thom, premier réservoir artificiel
- Town Loch, Dunfermline, Fife
- Loch Treig
- Loch Trool
- Loch Tulla
- Loch Tummel
- Loch Valley, Galloway
- Loch Venachar
- Loch Veyatie
- Loch Voil
- Loch Watten, loch de Caithness célèbre pour sa truite
- Loch Wharral
- Woodend Loch, Coatbridge

### Dans les îles

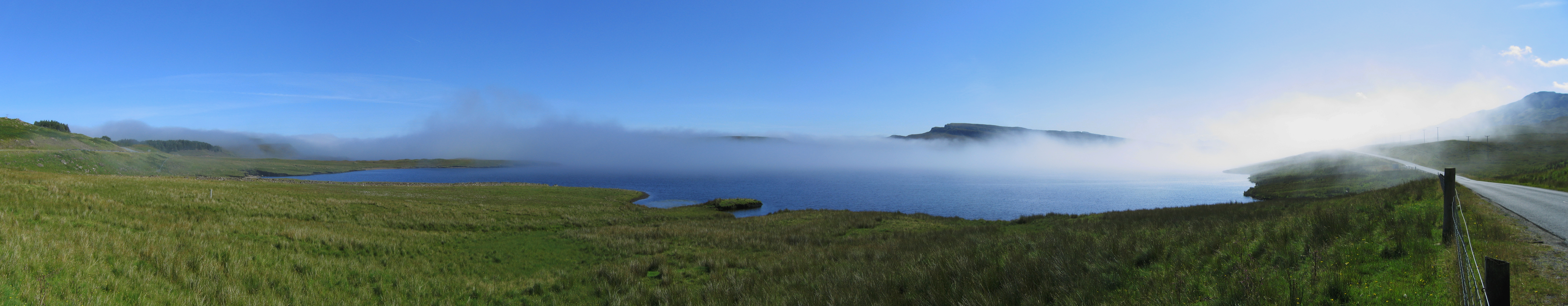
Loch Leathan, Skye

Il y a un très grand nombre de lacs dans les îles d'Écosse, la plus grande densité se trouvant dans les Hébrides extérieures. North Uist, South Uist et Lewis, en particulier, possèdent de très nombreuses surfaces d'eau douce, avec une multiplicité de formes différentes de lochs. Harris a moins de grandes étendues d'eau, mais d'innombrables lacs de petite étendue. Les lochs énumérés ici sont les plus grands ou les plus notables.
Le loch Orasaigh sur l'île Lewis n'a qu'une superficie de 125 ha, mais abrite l'île de Rainish Eilean Mòr qui est probablement la plus grande île en Écosse par rapport à surface d'eau relative, car elle représente environ 20 % de la superficie du loch Orasaigh.
La signification des noms provient généralement du gaélique écossais, du vieux norrois ou du scots.
| Loch                | Signification du nom                                    | Île                 | Localisation                | Surface (en hectares) | Profondeur (en mètres) | Notes |
| ------------------- | ------------------------------------------------------- | ------------------- | --------------------------- | --------------------- | ---------------------- | --- |
| Loch a' Phuill      | Gaelique: Lac de tourbière ou piscine                   | Tiree               | 56° 28′ 03″ N, 6° 56′ 43″ O |                       |                        | Localisé au sud ouest de l'île proche de Balephuil. |
| Loch Bà             |                                                         | Mull                | 56° 28′ 05″ N, 5° 56′ 51″ O | 324                   | 44                     | |
| Loch Barabhat       |                                                         | Great Bernera       | 58° 12′ 53″ N, 6° 50′ 37″ O |                       |                        | |
| Loch Bì             |                                                         | South Uist          | 57° 22′ 11″ N, 7° 22′ 52″ O |                       | <10                    | Le plus large loch de l'île, situé dans sa partie nord, long de 8 km il coupe l'île en deux.                                                                                       |
| Loch of Boardhouse  |                                                         | Mainland (Orcades)  | 59° 07′ 07″ N, 3° 16′ 46″ O | 244                   | 5                      | Dans la paroisse de Birsay |
| Loch Carabhat       |                                                         | Grimsay             | 57° 29′ 27″ N, 7° 14′ 49″ O |                       |                        | |
| Loch Carabhat       |                                                         | North Uist          | 57° 31′ 55″ N, 7° 16′ 16″ O | 151                   | 22.5                   | Troisième plus grand loch de l'île |
| Loch of Cliff       |                                                         | Unst                | 60° 47′ 03″ N, 0° 53′ 57″ O | 104                   | 6.5                    | Long de 5 km, le loch plus septentrional de Grande Bretagne. |
| Loch Coruisk        | Gaelique: Loch du cirque de l'eau                       | Skye                | 57° 12′ 26″ N, 6° 10′ 13″ O |                       | 38.4,                  | Localisé au cœur des « Black Cuillin ». |
| Loch Druidibeag     |                                                         | South Uist          | 57° 18′ 52″ N, 7° 19′ 53″ O | c.500                 |                        | Partie de la réserve naturelle nationale Loch Druidibeg sur la côte ouest de l'île.                                                                                                |
| Loch Fad            | Gaelique: Lac long                                      | Bute                | 55° 48′ 35″ N, 5° 04′ 27″ O | 71                    | 11.5                   | Riche en truite fario et arc-en-ciel, le loch est un site d'intérêt scientifique particulier.                                                                                      |
| Loch Fada           |                                                         | Colonsay            | 56° 04′ 52″ N, 6° 12′ 13″ O |                       |                        | Plus grand loch de l'île |
| Loch Fada Gobha     |                                                         | Lewis               | 58° 06′ 44″ N, 6° 40′ 43″ O | c.125                 | 14                     | Ce loch qui relie les lochs Treabhal et Langavat est long de 3 km. |
| Loch Finlaggan      | Lac du trou blanc                                       | Islay               | 55° 50′ 02″ N, 6° 10′ 26″ O |                       |                        | Eilean Mor était un centre administratif des Lords des Iles au 13e et 15e siècles. Le nom anglais est dérivé du gaélique, Port an Eilein signifiant "port de l'île".               |
| Loch Frisa          |                                                         | Mull                | 56° 33′ 26″ N, 6° 05′ 08″ O | 430                   | 62.5                   | Plus grand loch de l'île |
| Loch of Girlsta     |                                                         | Mainland (Shetland) | 60° 14′ 58″ N, 1° 13′ 07″ O |                       | 20                     | |
| Loch Gorm           | Lac bleu                                                | Islay               | 55° 48′ 19″ N, 6° 25′ 23″ O |                       |                        | Héberge le loch Gorm Castle, une place forte du Clan Macdonald. |
| Loch of Harray      | Vieux norrois: Loch de la butte                         | Mainland (Orcades)  | 59° 01′ 03″ N, 3° 13′ 43″ O | 971                   | 4                      | Héberge le Heart of Neolithic Orkney, un site inscrit au patrimoine mondial. |
| Heldale Water       |                                                         | Hoy                 | 58° 48′ 47″ N, 3° 17′ 01″ O |                       |                        | Un des plus grands plans d'eau douce des Orcades qui ne soit pas sur la l'île principale                                                                                           |
| Loch Langavat       | Gaelique/Vieux norrois: lac long,                       | Lewis               | 58° 05′ 06″ N, 6° 45′ 23″ O | 906.5                 | 30                     | Ce loch se situe à 33 m au-dessus du niveau de la mer, il est long de 11 km et, est la source du système de rivières de Grimersta.                                                 |
| Loch Langavat       | Gaelique/Vieux norrois: lac long                        | Iles d'Harris       | 57° 47′ 58″ N, 6° 58′ 36″ O |                       |                        | |
| Loch Leathan        |                                                         | Skye                | 57° 28′ 40″ N, 6° 10′ 16″ O |                       |                        | Ce loch est situé à l'est de Portree. Il inclut le loch Fada, est fait environ 5 km de long.                                                                                       |
| Loch Mòr            | Gaelique: grand lac                                     | Boreray             | 57° 42′ 40″ N, 7° 17′ 26″ O |                       |                        | Un loch peu profond qui représente environ un huitième de la superficie de l'île.                                                                                                  |
| Muckle Water        | Scots: grand lac                                        | Rousay              | 59° 41′ 33″ N, 3° 04′ 45″ O |                       |                        | L'une des plus grandes étendues d'eau douce dans les îles Orcades qui ne soit pas sur le continent.                                                                                |
| Loch nan Cinneachan | Gaelique: Lac des "pagans" ou des "Gentils".            | Coll                | 56° 36′ 48″ N, 6° 35′ 09″ O |                       |                        | Contient le crannog Dùn Anlaimh |
| Loch Olabhat        |                                                         | Benbecula           | 57° 26′ 08″ N, 7° 20′ 14″ O |                       |                        | Un des plus grands lochs de Benbecula, il enserre de nombreuses îles. |
| Loch Orasaigh       | Gaelique: Lac de l'île Tidal?                           | Lewis               | 58° 09′ 53″ N, 6° 26′ 31″ O |                       |                        | Contient Rainish Eilean Mòr (voir ci-dessus). |
| Loch Righ Mòr       | Gaelique: Grand lac du roi                              | Jura                | 55° 59′ 49″ N, 5° 56′ 45″ O |                       |                        | |
| Loch Sgadabhagh     | Vieux norrois: peut-être le "lac de la baie de l'impôt" | North Uist          | 57° 35′ 47″ N, 7° 16′ 44″ O | 453                   | 15                     | Selon Murray and Pullar (1910) "il n'y a probablement pas d'autre loch en Grande-Bretagne qui se rapproche du loch Scadavay par son irrégularité et la complexité de son contour." |
| Loch an Sgoltaire   |                                                         | Colonsay            | 56° 05′ 47″ N, 6° 12′ 14″ O |                       |                        | |
| Loch Spiggie        |                                                         | Shetland            | 59° 55′ 56″ N, 1° 20′ 20″ O | 86                    | 12.5                   | Partie d'une réserve naturelle de la Société royale pour la protection des oiseaux, sa surface est seulement à un mètre au-dessus du niveau de la mer.                             |
| Loch of Stenness    | Vieux norrois: lac du cap du promontoire de pierre      | Mainland (Orcades)  | 58° 59′ 42″ N, 3° 15′ 14″ O | 647                   | 5                      | Les pierres levées de Stenness sont situées sur sa rive sud-est. |
| Loch of St Tredwell | Lac de St Tredwell                                      | Papa Westray        | 59° 20′ 27″ N, 2° 53′ 38″ O |                       | <10                    | Nommé d'après saint Triduana, ses eaux étaient traditionnellement considérées comme médicinales.                                                                                   |
| Loch Suaineabhal    |                                                         | Lewis               | 58° 09′ 33″ N, 6° 59′ 03″ O | c.226                 | 66.7                   | Ce bassin glaciaire a une profondeur moyenne de 33 m et est le plus volumineux de Lewis.                                                                                           |
| Loch of Swannay     |                                                         | Orcades             | 59° 08′ 11″ N, 3° 12′ 30″ O | 244                   | 5                      | Situé dans le nord-ouest de île principale des Orcades. De nombreux bancs de pierre parsèment le loch.                                                                             |
| Loch of Tankerness  | Vieux norrois: Peut-être le lac du point de Tannskári.  | Mainland (Orcades)  | 58° 58′ 04″ N, 2° 50′ 46″ O | 60                    | 2                      | Au nord-est de Kirkwall, la profondeur moyenne du lac est seulement de 1,4 m. |
| Loch Tanna          |                                                         | Île d'Arran         | 55° 38′ 11″ N, 5° 18′ 14″ O |                       |                        | Plus grand lac de l'île d'Arran, situé à 321 mètres d'altitude. |
| Loch of Tingwall    | Vieux norrois: lac des terres du parlement              | Mainland (Shetland) | 60° 09′ 55″ N, 1° 15′ 05″ O | 43                    | 12                     | À l'est de Lerwick |
| Loch Trealabhal     |                                                         | Lewis               | 58° 07′ 04″ N, 6° 37′ 29″ O | 157                   | 10.5                   | Un autre lac peu profond des Hébrides avec une forme complexe. |
| Loch of Watlee      | Norse:                                                  | Unst                | 60° 43′ 40″ N, 0° 54′ 56″ O |                       |                        | |

## Lochs de mer
- Loch Aline
- Loch Alsh
- Loch Boisdale
- Loch Bracadale
- Loch Brittle
- Loch Broom
- Loch Buie
- Campbeltown Loch
- Loch Carron
- Loch Creran
- Loch Crinan
- Loch Duich
- Loch Dunvegan
- Loch Eil
- Loch Eishort
- Loch Eriboll
- Loch Etive
- Loch Ewe
- Loch Eynort
- Loch Fleet
- Loch Fyne, Le plus long des lochs de mer
- Gair Loch dans le Wester Ross
- Gare Loch, dans lequel se trouve la Faslane Naval Base
- Loch Gilp
- Loch Goil
- Holy Loch, il abritait anciennement un base de sous matin de sous marins nucléaires de l'US Navy
- Loch Hourn
- Loch Leven, près de Glen Coe
- Loch Linnhe, à l'extrémité sud de Great Glen
- Loch Long (Argyll and Bute), Argyll & Bute
- Loch Long, près de Kyle of Lochalsh
- Loch Nevis
- Loch Riddon au larde de Kyles of Bute
- Loch Ryan
- Loch Scavaig
- Loch Scridain
- Loch Snizort
- Loch Striven
- Loch Sunart
- Loch Sween
- Loch Torridon

## Lochs disparus
- À Édimbourg
  - Gogarloch - drainé
  - Nor Loch - désormais comblé.
  - The Meadows - anciennement Burghloch